# 히바
히바(우즈베크어: Xiva, 러시아어: Хива)는 우즈베키스탄 호레즘 주의 도시이다. 호라즘 왕국과 히바 칸국의 수도였다.
히바의 이찬 칼라는 1991년 우즈베키스탄 국내에서 처음으로 세계유산에 등록되었다.

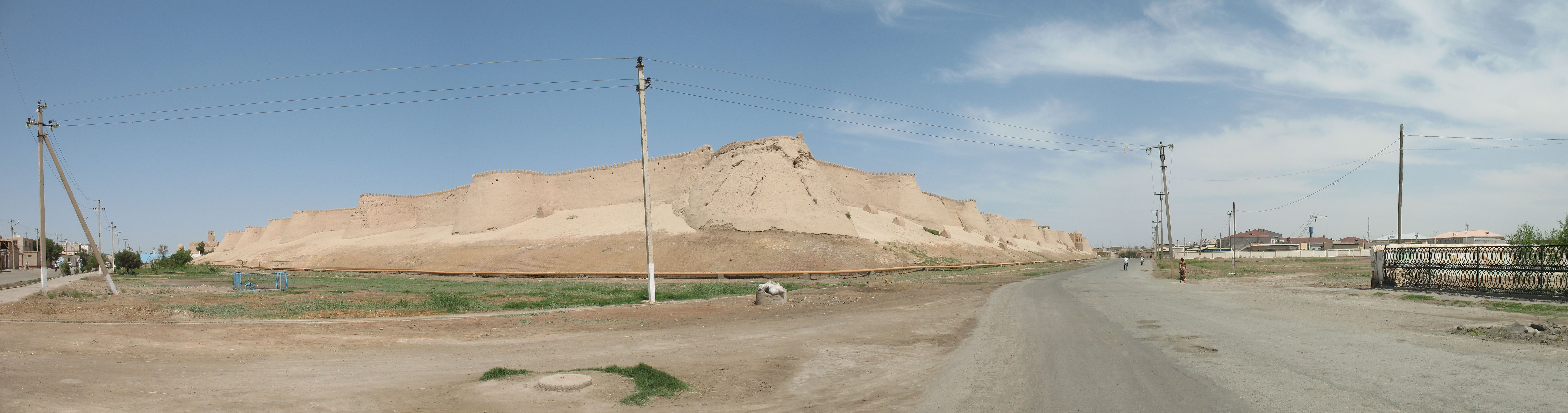

## 같이 보기
- 부하라